# Malaltia de Rendu-Osler-Weber
La síndrome o malaltia de Rendu-Osler-Weber, o telangièctasi hemorràgica hereditària (HHT de l'anglès hereditary haemorrhagic telangiectasia), és un rar trastorn genètic autosòmic dominant que es caracteritza per la formació de vasos sanguinis anormals (telangiectàsies) a la pell i membranes mucoses, i sovint en òrgans com com els pulmons, la melsa, l'ull, el fetge i el cervell.
Pot causar hemorràgies nasals freqüents i copioses, sagnat agut i crònic de l'aparell digestiu, alteracions del sistema portal hepàtic, hepatitis hipòxica fatal, hemorràgia subaracnoidal, edema cerebral difús i hèrnia transtentorial per encefalopatia hepàtica, hematoma hepàtic, anèmia, pancitopènia, hipoxèmia infantil, ascites, cirrosi congestiva, dispnea greu amb cianosi, hemotòrax durant la gestació, insuficiència cardíaca, hemoptisi recurrent, diversos problemes obstètrics i neonatals, crisis de dolor per periostitis radial hiperdensa, abscessos cerebrals familiars, fístula arteriovenosa espinal, fístula arteriovenosa pulmonar, aneurismes intracranials, esquizencefàlia (un defecte en el còrtex), embòlia paradoxal (originada en el sistema venós però que oclou una artèria), hipertensió arterial pulmonar i altres complicacions greus derivades de l'afectació multiorgànica. El tractament se centra en la reducció de l'hemorràgia per lesions de vasos sanguinis i, de vegades, la cirurgia, l'escleroteràpia o altres procediments mèdics orientats a eliminar les malformacions arteriovenoses als òrgans. El sagnat crònic requereix sovint suplements de ferro i, ocasionalment, transfusions de sang. En certs casos, l'admistració d'agents anfifibrinolítics (un grup de medicaments que ajuden a la coagulació de la sang) i antiangiogènics pot per beneficiosa. El bevacizumab és una eina terapeútica usada en individus amb HHT que tenen la funció hepàtica molt alterada o anèmia refractària al tractament convencional.
La malaltia de Rendu-Osler-Weber es produeix en una de cada 5.000-8.000 persones a Amèrica del Nord. A Espanya té una prevalença estimada de 16,8 casos/100.000 habitants i una taxa de mortalitat del 0,16 per cent anual, amb notables diferències entre províncies.
La malaltia porta els noms de Sir William Osler, Henri Jules Louis Marie Rendu i Frederick Parkes Weber, que la van descriure a finals del segle xix i principis del segle xx.

## Genètica
La síndrome de Rendu-Olser-Weber té un patró d'herència autosòmic dominant, per tant una persona afectada presentarà un dels dos al·lels mutats, i tindrà una probabilitat del 50 per cent de transmetre l'al·lel a la seva descendència. S'ha descrit que l'homozigosi pel al·lel mutat és letal en models preclínics murins, per tant es força probable que també ho sigui en humans. La telangièctasi hemorràgica hereditària té una expressió genètica variable i dependent de l'edat. A causa de l'acció de gens reguladors els individus d'una mateixa família, encara que tinguin una mutació idèntica, poden desenvolupar lesions en diferents territoris corporals o presentar quadres clínics de la malaltia d'una gravetat molt dispar.
Actualment es reconeixen 5 tipus genètics, tot i que només tres han estat relacionat amb tres gens. D'aquests tres més del 80% dels casos corresponen a mutacions en el gen ENG (HHT tipus 1) o en el gen ACVRL1 (HHT tipus 2). Respectivament, ambdós gens codifiquen el correceptor i el receptor de BMP9, una citocina de la família de la via de senyalització de TGF-β, que està relacionada amb la maduració dels vasos sanguinis. El tercer gen és el MADH4, que codifica la proteïna intracel·lular SMAD4, que forma part de la via canònica de senyalització de la família de TGF-β.
L'expressió del gen ENG o del ACVRL està restringida només a endoteli, per la qual cosa explicaria que no hi hagués cap altra patologia associada. En canvi, l'expressió de MADH4 és més ubiqua i, per tant, els individus amb aquesta mutació poden patir poliposi juvenil.

## Fisiopatologia
Es creu que l'aparició de les malformacions arteriovenoses (AVM, de l'anglès arterio-venous malformation) es pot donar per dos motius diferents. Un primer mecanisme seria la pèrdua local de l'al·lel no mutat, cosa que es coneix com a hipòtesi de Knudson. Per tant, aquella regió perdria la capacitat de maduració dels vasos i es generarien aquestes malformacions. El segon mecanisme es basa en l'equilibri de senyals proliferatives i senyals maduradors. En aquelles regions on les senyals proliferatives fossin més fortes en comparació a les maduradors i tenint en compte que l'individu afectat només té un al·lel funcional, es generaria una descompensació, provocant que el vas no madures correctament, generant les malformacions arteriovenoses. Tots els gens que estan relacionats amb l'aparició de HHT formen part de la via de senyalització de la superfamilia del factor de creixement transformant beta. Concretament, el gen ACVRL codifica el receptor ALK1 i el gen ENG codifica el seu coreceptor, l'endoglina. Aquestes dues proteïnes es troben en la membrana de les cèl·lules endotelials i s'uneixen específicament a dues citocines anomenades BMP9 i BMP10. Degut a la presència de BMP9, el complex format per ALK1 i endoglina s'activa i activa a un grup de proteïnes anomenades SMAD, que es troben dins de la cèl·lula. Això és, aquest receptor es capaç d'activar a SMAD1 a SMAD5 i SMAD8, que seguidament s'uniran a SMAD4. Aquest complex viatjarà fins al nucli, on actuarà de factor de transcripció, activant gens que entre d'altres, aturaran la proliferació i promouran la unió entre les cèl·lules endotelials. Les mutacions en ACVRL, ENG i MADH4 provoquen que aquesta via de senyalització no funcioni correctament i que la seva activació sigui més reduïda, impedint així l'activació dels mecanismes moleculars implicats en la maduració del vas.